# Hyperfrontia kitenga
Hyperfrontia kitenga là một loài bướm đêm trong họ Noctuidae.